# Авторство и собственность в авторском праве в Канаде
Авторства и собственности в авторском праве в Канаде — сложная тема, которая лежит на стыке канадского закона Об авторском праве, прецедентного права и убедительных политических аргументов. Анализ авторства и собственности охраняемых произведений в Канаде может протекать путём изучения правил определения начального распределения авторских прав, норм, регулирующих последующие изменения в собственности и норм, регулирующих комплексные работы, такие как сборники произведений.

## Правила определения начального распределения авторских прав
Канадский закон Об авторском праве устанавливает правила, которые определяют, кто будет первым владельцем авторского права на новое охраноспособное произведение. Правила охватывают различные группы людей, таких как авторы работы, сотрудники, которые создают произведения в процессе их трудовой деятельности, независимые подрядчики, создающие произведения на основании договоров на оказание услуг. Надо также помнить о правилах, которые изложены в авторском праве, такие как правила «по умолчанию», поскольку вся или часть «принадлежность» авторского права может быть всегда передана другому лицу по договору купли-продажи.

### Первый владелец авторских прав
Раздел 13(1) канадского закона Об авторском праве гласит, что «с учетом этого закона, авторами произведения должны быть первые владельцем авторского права.» Суды Канады приняли ряд решений, которые дают определение понятию, кто является автором канадского закона Об авторском праве. Есть резонансные решения по вопросу о том, кто является автором произведений. Это решения по процессу Гулд недвижимость против Издательства Стоддарт Колорадо и др.

### Примеры определения авторства:Гульд недвижимостьиДонохью

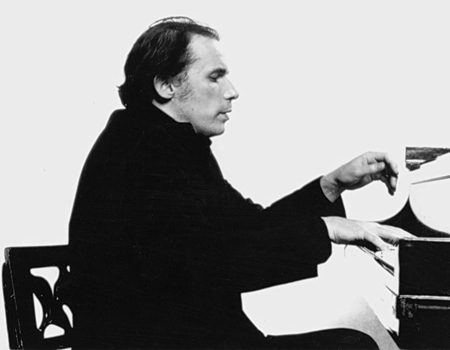
Гленн Гульд

Гулд недвижимости и Донохью — два резонансных случая, которые помогают определить авторство в терминах закона О защите авторских прав.
В поместье Гульд канадский пианист Гленн Гульд давал интервью писателю Джону Кэролу, который собирал материал для статьи о Гульде. Все информационные материалы от Гленна Гульда Джон Кэрол передал журналу. Этот случай показывает, что автор не человек, который придумывает идеи, а скорее человек, который фиксирует их в конкретные выражения.
Случай Донохью очень похожий предыдущенму по результату. Г-н Донохью, бывший жокей, который на основании договора с газетой рассказал о истории его участия в гонках. Его рассказы были записаны и напечатаны в газете. Хотя в публикации напечатан рассказ Донохью, суд решил, что все из написанного было сделано через газету ее сотрудником. В этих случаях журналисты превратили идею в ее выражение.
В процессах Гулд недвижимости и Донахью фиксация идеи является необходимым условием для авторства. Квалификация правила фиксации подкрепляется фактами процесса Донахью, поскольку, как прокомментировал суд, все суждения в выражениях проинтервьюированного производны от журналиста. Следовательно, журналист был больше, чем просто фиксатор интервью.

### Исключения раздел 13(1): статья 13(2)
Статья 13(2) Закона Канады об авторском праве относится к объектам авторского права — гравюрам, фотографиям и портретам. Нынешняя версия закона О защите авторских прав в статье 13(2) присваивает авторское право на гравюры, фотографии и портреты не только для фотографа или автора но и покупателю, который предоставил ценные рассмотрения в обмен на работу. Другими словами, свадебный фотограф нанят, чтобы фотографировать на свадьбе и не будет иметь собственные фотографии. А фотографа клиент будет иметь собственность на фотографии. Новый законопроект, Билль C-11, регламентирует новую версию закона Об авторском праве, в котором статьей 13(2) исчезла. (Законопроект с-11 был принят и получил Королевскую санкцию 29 июня 2012 года.) По новому закону свадебный фотограф, а не клиент, будет первым владельцем авторских прав. Если клиент желает иметь собственные авторские права на свадебные фотографии, клиенту придется покупать авторские права у фотографа с оформлением договора.

#### Новое законодательство: статья 32.2(е)
Данная модификация закона Об авторском праве может представлять интерес для покупателей фотографий, которые может переживать, что они больше не смогут размножаться и делиться своими фотографиями, или по крайней мере придется понести некоторые транзакционные издержки в торге на получение разрешения на воспроизведение или приобретение авторских прав. Законопроект с-11 не предусмотреть этой сложной и содержит некоторые исправления в раздел 32.2(е).
Раздел 32.2(е) даст, что она не является нарушением авторских прав на использование фотографии или портрет в некоммерческих целях, если вы поручили фотография или портрет ценного встречного удовлетворения. Это положение явно предназначен для предоставления покупателям свадебных фотографий с возможностью наслаждаться фото они купили и делиться ими с друзьями и семьей. Однако, если коммерческий заказчик пожелал сделать копии, или если некоммерческая клиент желает владеют авторскими правами, они должны торговаться с автором, потому что раздел 32.2(F) не применяются и раздел 13(1)даст первый сопричастности к автору и статье 13(2) исключения будут устранены.

#### Статья 13(2) и теория Коуза: общий обзор

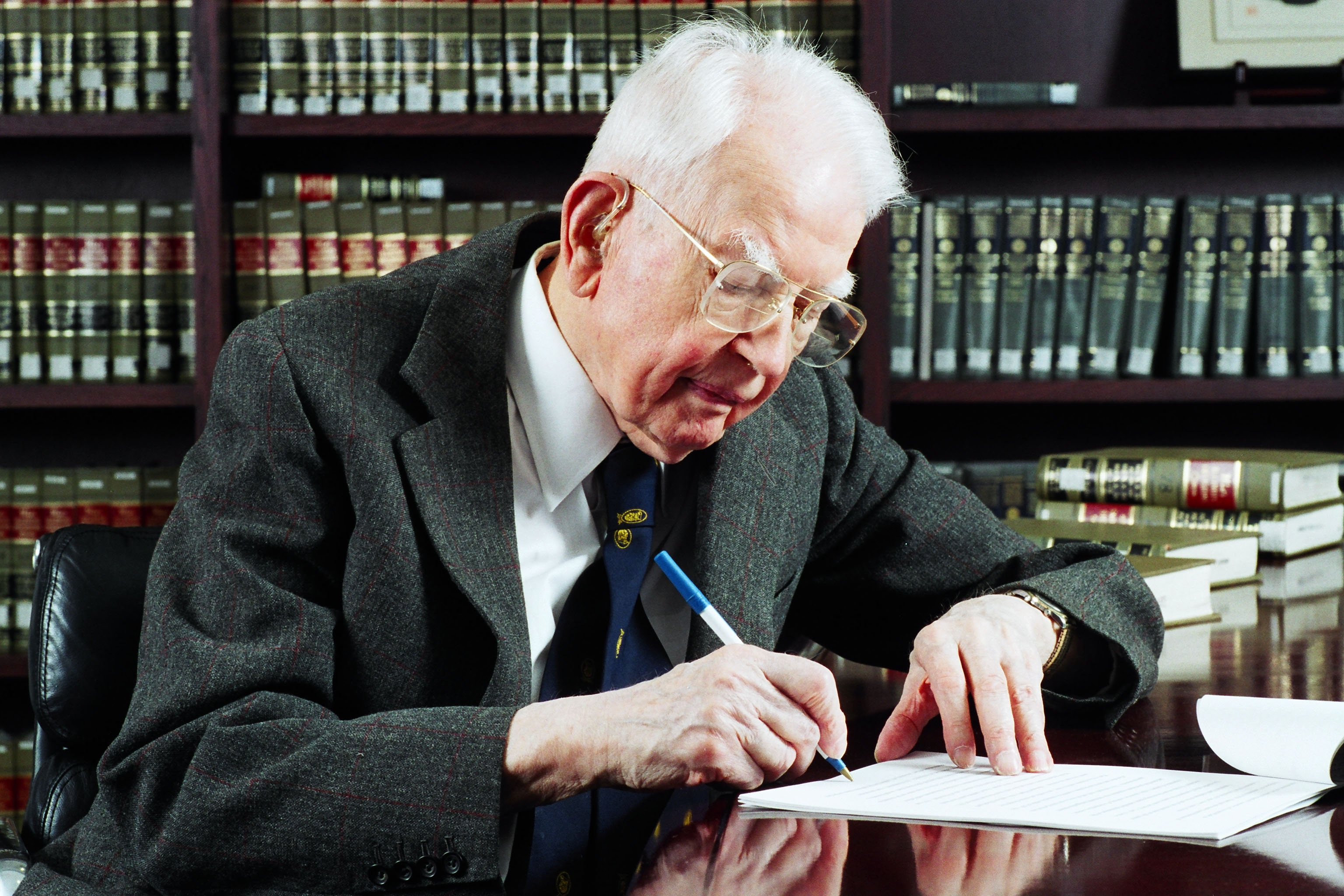
Рональд Коуз

Ликвидация раздела 13(2) дает возможность применять Экономический анализ для выделения первоначального авторского права. Для этого полезно проводить анализ вдоль линии Коуза. Рональд Коуз выдвинул теорию, что когда трансакционные издержки очень низкие, первоначальное распределение прав не важно с точки зрения эффективности, потому что те люди, которые знают, как ресурс использовать самым продуктивным способом могут просто купить права у человека, который его имеет, потому что человек, который знает, как ресурс использовать самым продуктивным способом будет готов заплатить больше, чем любой другой человек для того, чтобы приобрести это право. Следствием этой теории является то, что когда трансакционные издержки не очень низкие, важно, что первый владелец авторского права сможет сделать наиболее продуктивным его использование. В противном случае, человека, который знает, как ресурс использовать самым продуктивным способом, вероятно, отпугнут высокие трансакционные издержки от приобретения этого права. Эта логика может применяться в отношении прав, таких, как авторское право.
Анализ с точки зрения теории Коуза может определить, что правило из раздела 13(2) является более эффективным, чем правило раздела 13(1), когда дело доходит до продуктов, таких как свадебные фотографии, потому что вполне вероятно, что люди, которые приобретают свадебные фотографии будут делать копии этих документов, которые они могут дать своим близким, друзьям или разместить на сайте сети Однокласскники. Если авторское право принадлежит фотографу, то клиенту все равно придется спрашивать разрешения каждый раз, когда они хотели бы иметь копию одной из фотографий или дать фото или копию другому лицу. Каждый из этих запросов будет создавать трансакционные издержки, которые снизит эффективность обмена и возможно, сделают его более трудным для человека, который придает большое значение в фотографии для контроля авторских прав. Раздел 32.2(F) может играть важную роль в снижении этих затрат по сделке.
Существует также вторая причина, почему статья 13(2) будет более эффективным. Эта причина заключается в том, что там, вероятно, есть асимметрия информации между фотографом и клиентом, а это означает, что фотограф, наверное знают правила авторского права в то время как клиент, вероятно, нет. В соответствии с разделом 13(2) правило, что клиент изначально наделен авторским правом, фотограф должен испросить разрешение на покупку авторских прав от клиента, если фотограф хочет иметь авторское право. В ходе переговоров клиент будет получать информацию о законе. Разделе 13(2) является эффективным в том, что он создает стимул для более информированных участников поделиться этой информацией с менее информированными участниками. Поскольку нет большей симметричности информации между сторонами, трансакционные издержки будут меньше и торговаться становится легче. Однако, если фотограф — первый владелец авторских прав, у него нет необходимости спрашивать своего клиента о покупке авторских прав и, следовательно, маловероятно, что клиент будет знать об авторских правах на фотографии.

### Исключения раздел 13(1): статья 13(3)
Раздел 13(3) Закона Об авторском праве затрагивает предмет работы, сделанные в процессе трудовой деятельности. В резюме, положение устанавливает, что если данное охраноспособное произведение было сделано в процессе трудовой деятельности, то первый владелец авторских прав — не автор работы. Есть много исключений из этого общего правила исключения для фрилансеров, журналистов и ученых.

#### Раздел 13(3) и теория Коуза
Является ли это эффективным то, что работодатели являются первыми владельцами авторских прав на произведения своих работников? Это является более эффективным для работодателя, чтобы он имел авторские права на работу, поскольку работодатель, лучше организует работу. Например, представьте, что студент работает в юридической фирме, пишет записку, которая затем становится интеллектуальной собственностью юридической фирмы. Студент знает, как написать записку, но только юридическая фирма имеет клиента, который будет платить деньги за ту записку.

#### Исключения для фрилансеров
Исключение работы под авторством фрилансеров из правил в разделе 13(3) введено потому, что фрилансеры не рассматриваются в качестве работников по договорам по оказанию услуг. Следовательно, раздел 13(3), который применяются только для работ под авторством работников по договорам оказания услуг, не будет применяться к фрилансерам и раздел 13(1) применяется обычно вместо вышеуказанного.
Суть статьи 13(3) состоит в выборе фактов, являются взаимоотношения между работодателем и работниками работой по договору о предоставлении услуг или это отношения между покупателем и независимым подрядчиком.

#### Журналистские исключения
Исключение для журналистов предоставляется в тексте п.s.13(3). В положении говорится, что в отсутствие соглашения, журналисты сохранят «право задержать опубликование» Иными словами, издатели газет берут разрешение первого владельца авторского права на компиляцию в отдельных статьях, но и авторы газетных статей должны дать разрешение, прежде чем человек сможет опубликовать эту статью в другом формате.

### Совместное авторство
Соавторы являются первыми совладельцами авторских прав. Эта норма вытекает из статьи 13(1) Закона Об авторском праве. В разделе 2 закона Об авторском праве дано определение произведения, созданного в соавторстве, как произведения, в котором «вклад одного автора не отличается от вклада других авторов […]» Это определение отличает произведения совместного авторства от коллективных работ, таких как сборники, где видно, что оригинальный вклад автора одной из составляющих работ будет отличен от его вклада во включенные произведения в сборник. Если все авторы участвовали неразличимым образом в создании составляющих работ и в выборе и организации различных составляющих работ, то было бы более целесообразно классифицировать такую совместную работу как произведение, созданное в соавторстве, а не как сборник.

## Правила, регулирующие последующие изменения в собственности
Раздел 13(4) канадского закона Об авторском праве гласит, что «владелец авторского права в любую работу может уступить право, полностью или частично, либо в целом, либо с учетом ограничений[…]» Это положение означает, что первый владельц авторского права на вновь созданное произведение может продать авторские права или какую-либо его часть другому лицу. Эти продажи, как правило, регулируются законодательством по договору. При этом есть много вопросов к интеллектуальной собственности в связи с передачей авторских прав. Многие из этих вопросов касаются разных видов трансфертов, которые предусмотрены законом.

### Различные виды прав
Концептуально, существует несколько типов передачи авторских прав. Это обычные лицензий, эксклюзивные лицензии и др.

#### Обычные лицензии
Обычная лицензия-это просто разрешение сделать что-то, которое в противном случае является нарушением авторских прав. Существование обычных лицензий является следствием раздела 27.(1) Закона Об авторском праве, который рассматривает, что «является нарушением авторских прав каким-либо лицом без согласия владельца авторского права и что, владелец авторских прав имеет право делать.»

#### Эксклюзивная лицензия
Эксклюзивная лицензия-это обычная лицензия, выданная лицензиату наряду с договорным обещанием от Правообладателя не предоставлять аналогичное разрешение кому-либо еще. Договорное обещание от владельца авторских прав это не лицензируемый вид деятельности.

### Euro-Excellence Inc. против Крафта: разница между исключительной лицензией и назначением
Одним из сложных юридических вопросов — это отношения между исключительной лицензией и назначением. В процессе Euro-Excellence Inc. против. Крафта Инк. Верховный Суд Канады рассмотрел вопрос о том, является ли нарушение исключительной лицензии от правообладателя нарушением авторских прав или это просто нарушение договора.
Если существует некоторое различие между назначениями и исключительными лицензиями, то эксклюзивные лицензиаты имеют право по закону Об авторском праве подать в суд на первоначального владельца авторских прав за нарушение авторских прав. Разделе 2.7 закона Об авторском праве говорит, что в «исключительная лицензия-это разрешение на совершение любого действия, которое является объектом авторского права при исключении всех остальных, включая владельца авторских прав.»
Для того чтобы проиллюстрировать важность этого различия в практике, представьте, что автор пишет рукопись и отправляет его в Издательство для публикации. Издательство покупает права на книгу и дает аванс автору, но потом становится занятой другими проектами и другими приоритетами и принимает решение на неопределенный срок отложить издание книги. Автор хочет, чтобы книга была издана и очень недоволен тем, что его рукопись гниет на полке где-то, решает принять меры и отправляет книгу в другое издательство. На данном этапе, правовые последствия для автора будут различаться в зависимости от того, продал ли он права первому издателю как задание или это было исключительной лицензией. Если права представляют собой задания, то первый Издатель получит предписание и издание книги не будет проводиться. Однако, если права были проданы как текстовые лицензии, тогда автору придется возместить ущерб первому издателю, но публикация будет проводиться. Это показывает, что авторы, которые хотят сохранить контроль над своими произведениями, вероятно, предпочтут, чтобы закон сохранял различие между назначениями и эксклюзивными лицензиями.

## Право собственности на сборники
Есть ряд положений в законе Об авторском праве, которые касаются совместных работ и компиляций. Например, термины «коллективная работа» и «сборник» вошли в число определяемых терминов в разделе 2. Указано, что срок составления может означать «работу, в результате отбора или классификации литературных, драматических, музыкальных или художественных произведений или их частей […]» Учитывая, что компиляция определяется как работа, понятно, что авторское право, как это определено в разделе 3(1) Закона, а именно: «исключительное право производить или воспроизводить произведение или какой-либо существенной ее части», может также находиться в сборниках. Это означает, что существуют два слоя авторского права на коллективное произведение, например, компиляция. Первыми идут «нормальные» авторские права в произведении, из которых компиляция состоит. Во-вторых, существует также авторское право на сборник в целом, которое, казалось бы существует независимо от авторских прав в отдельных составляющих работ.

### Применение раздела 13.1 для сложных работ
От слоистости авторского права возникают ряд правовых вопросов. Например, что такое «право собственности» авторского права на коллективное произведение на практике. Если человек владеет авторскими правами в данной компиляции в соответствии с разделом 13(1), то человек является автором компиляции, потому что он проявляет компетентность и суждения в подборе или расположении составных произведений в сборнике, это означает, что владелец авторских прав в обобщении может сделать копии компиляции без разрешения владельцев авторских прав. Невозможно будет скопировать компиляцию без копирования составляющих работ, это будет копирование компиляция без разрешения владельцев авторских прав и эти работы не будут нарушением авторских прав в соответствии с положениями раздела 27(1) Закона Об авторском праве.
Для того, чтобы владелец авторских прав на сборник не нарушил авторское право авторское право в Учредительной работе, статус должен быть истолкован в том смысле, что копирование составляющих работ это не только то, что «только владелец авторских прав» в работе имеет право делать.

### Робертсон против Томсона
Дело в процессе Робертсон состояло в том, что внештатные журналисты привезли коллективный иск против Глоб энд мейл газеты, утверждая, что газета нарушает авторское право, когда она загружает фрилансерские статьи на онлайновые базы данных и компакт-диски. Дело дошло до Верховного Суда Канады, прежде чем состоялся суд с целью установления фактов, было договорное соглашение между газетой и внештатными журналистами в отношении статей.
Робертсон решил, что авторское право для внештатных журналистов может остановить публикацию статей. Этот результат вытекал из двух ключевых результатов, которые являются важнейшими при применении вышеуказанной причин. Во-первых, суд решил, что статьи фактически представляет собой переиздание только отдельной статьи, а не целой газеты. Во-вторых, суд решил, что компакт-диск является индивидуальной работой. Иными словами, суд в процессе Робертсона решил, что онлайн база данных была не компиляцией, в то время как компакт-диск был сборником.
На основании решения, что компакт-диск в этом случае был сборником, Верховный Суд Канады пришел к выводу об отсутствии в п. 27(1) нарушения.